# Шевченко Йона Васильович
Йо́на Васи́льович Шевче́нко  (14 (26) квітня 1887 — 1938) — театральний критик, театрознавець і актор школи Леся Курбаса родом з с. Гнідина на Київщині. Молодший брат актора Шевченка Лазаря Васильовича. Дружина — актриса Самійленко Поліна Микитівна.

## До життєпису
Шевченко працював у «Молодому Театрі», згодом у «Березолі».
Грав на сцені «Молодого театру» Леся Курбаса. Відомий завдяки своїм театрознавчим публікаціям. 
Ролі:
- Мулен («Чорна пантера …» Володимира Винниченка),
- Інквізитор («Йоля» Ю. Жулавського),
- Перший Пан («Газ» Г. Кайзера)
- Гайбер, старий ткач («Ткачі» реж. олександр Загаров, 1919 р.)
- Інженір («Протигази» С. Третьякова, 1924 р.)
- Посланець з Корінту («Едіп цар» Софокла, пер. І. Франка)
- Перший брат («Танець життя» реж. Л. Курбас, 1917 р.) та ін.

Заарештований навесні 1937. Звинувачений у належності до вигаданої організації «Союз націонал-демократів України» й «контрреволюційній діяльності на культурному фронті». Розстріляний у 1938. Реабілітований у 1958. Місце поховання до сьогодні невідоме.

## Праці
Автор праць:
- "Сучасний український театр" (1929),
- «Українські драматурги» (1929) [Архівовано 19 лютого 2019 у Wayback Machine.] тощо.

## Пам'ять
У 2021 його доля представлена на фотодокументальній виставці про репресованих театральних діячів «Імена, викреслені з афіш», що експонується при вході на територію Національного історико-меморіального заповідника «Биківнянські могили».